# Landskrona valkrets
Landskrona valkrets var i riksdagsvalen till andra kammaren 1866–1908 en egen valkrets med ett mandat. Valkretsen avskaffades vid införandet av proportionellt valsystem i valet 1911, då Landskrona gick upp i Helsingborgs, Landskrona och Lunds valkrets.

## Riksdagsmän
- Johan Ödmansson, min (1867)
- Justus Tranchell (1868–1873)
- Alexander Åkerhielm (1874–1875)
- Evald Åkeson-Lundegård (1876–1881)
- Johan August Öberg (1882–1884)
- Gustaf Thestrup, AK:s fr 1887–1888, AK:s c 1889–1891, bmp 1892–1894 (1885–1896)
- Hans Pantzarhielm, folkp 1897–1899, lib s 1900–1905 (1897–1905)
- Fredrik Neess, nfr (1906–1908)
- Ola Waldén, s (1909–1911)

## Valresultat

### 1896
| Andrakammarvalet i Sverige 1896: Landskrona valkrets | Andrakammarvalet i Sverige 1896: Landskrona valkrets | Andrakammarvalet i Sverige 1896: Landskrona valkrets | Andrakammarvalet i Sverige 1896: Landskrona valkrets | Andrakammarvalet i Sverige 1896: Landskrona valkrets |
| Kandidat                                             | Kandidat                                             | Röster                                               | Röster                                               | Röster                                               |
| Kandidat                                             | Kandidat                                             | Antal                                                | %                                                    | +− %                                                 |
| ---------------------------------------------------- | ---------------------------------------------------- | ---------------------------------------------------- | ---------------------------------------------------- | ---------------------------------------------------- |
|                                                      | Hans Pantzarhielm (fp)                               | 442                                                  | 73,4                                                 |                                                      |
|                                                      | Gustaf Thestrup                                      | 160                                                  | 26,6                                                 |                                                      |
| Antal giltiga röster                                 | Antal giltiga röster                                 | 602                                                  |                                                      |                                                      |
| Kasserade röster                                     | Kasserade röster                                     | 0                                                    |                                                      |                                                      |
| Totalt                                               | Totalt                                               | 602                                                  |                                                      |                                                      |

- Valdeltagandet var 71,9%.

### 1899
| Andrakammarvalet i Sverige 1899: Landskrona valkrets | Andrakammarvalet i Sverige 1899: Landskrona valkrets | Andrakammarvalet i Sverige 1899: Landskrona valkrets | Andrakammarvalet i Sverige 1899: Landskrona valkrets | Andrakammarvalet i Sverige 1899: Landskrona valkrets |
| Kandidat                                             | Kandidat                                             | Röster                                               | Röster                                               | Röster                                               |
| Kandidat                                             | Kandidat                                             | Antal                                                | %                                                    | +− %                                                 |
| ---------------------------------------------------- | ---------------------------------------------------- | ---------------------------------------------------- | ---------------------------------------------------- | ---------------------------------------------------- |
|                                                      | Hans Pantzarhielm                                    | 511                                                  | 95,3                                                 | ▲21,9                                                |
|                                                      | Gustaf Thestrup                                      | 17                                                   | 3,2                                                  | ▼23,4                                                |
|                                                      | Övriga kandidater                                    | 8                                                    | 1,5                                                  |                                                      |
| Antal giltiga röster                                 | Antal giltiga röster                                 | 536                                                  |                                                      |                                                      |
| Kasserade röster                                     | Kasserade röster                                     | 4                                                    |                                                      |                                                      |
| Totalt                                               | Totalt                                               | 540                                                  |                                                      |                                                      |

Valet ägde rum den 2 september 1899. Valdeltagandet var 47,5%.

### 1902
| Andrakammarvalet i Sverige 1902: Landskrona valkrets | Andrakammarvalet i Sverige 1902: Landskrona valkrets | Andrakammarvalet i Sverige 1902: Landskrona valkrets | Andrakammarvalet i Sverige 1902: Landskrona valkrets | Andrakammarvalet i Sverige 1902: Landskrona valkrets |
| Kandidat                                             | Kandidat                                             | Röster                                               | Röster                                               | Röster                                               |
| Kandidat                                             | Kandidat                                             | Antal                                                | %                                                    | +− %                                                 |
| ---------------------------------------------------- | ---------------------------------------------------- | ---------------------------------------------------- | ---------------------------------------------------- | ---------------------------------------------------- |
|                                                      | Hans Pantzarhielm                                    | 685                                                  | 67,7                                                 | ▼27,6                                                |
|                                                      | P. Axelsson                                          | 327                                                  | 32,3                                                 |                                                      |
| Antal giltiga röster                                 | Antal giltiga röster                                 | 1 012                                                |                                                      |                                                      |
| Kasserade röster                                     | Kasserade röster                                     | 4                                                    |                                                      |                                                      |
| Totalt                                               | Totalt                                               | 1 016                                                |                                                      |                                                      |

Valet ägde rum den 6 september 1902. Valdeltagandet var 76,9%.

### 1905
| Andrakammarvalet i Sverige 1905: Landskrona valkrets | Andrakammarvalet i Sverige 1905: Landskrona valkrets | Andrakammarvalet i Sverige 1905: Landskrona valkrets | Andrakammarvalet i Sverige 1905: Landskrona valkrets | Andrakammarvalet i Sverige 1905: Landskrona valkrets |
| Kandidat                                             | Kandidat                                             | Röster                                               | Röster                                               | Röster                                               |
| Kandidat                                             | Kandidat                                             | Antal                                                | %                                                    | +− %                                                 |
| ---------------------------------------------------- | ---------------------------------------------------- | ---------------------------------------------------- | ---------------------------------------------------- | ---------------------------------------------------- |
|                                                      | Fredrik Neess                                        | 607                                                  | 55,7                                                 |                                                      |
|                                                      | Ola Waldén                                           | 483                                                  | 44,3                                                 |                                                      |
| Antal giltiga röster                                 | Antal giltiga röster                                 | 1 090                                                |                                                      |                                                      |
| Kasserade röster                                     | Kasserade röster                                     | 0                                                    |                                                      |                                                      |
| Totalt                                               | Totalt                                               | 1 090                                                |                                                      |                                                      |

Valet ägde rum den 16 september 1905. Valdeltagandet var 73,9%.

### 1908
| Andrakammarvalet i Sverige 1908: Landskrona valkrets | Andrakammarvalet i Sverige 1908: Landskrona valkrets | Andrakammarvalet i Sverige 1908: Landskrona valkrets | Andrakammarvalet i Sverige 1908: Landskrona valkrets | Andrakammarvalet i Sverige 1908: Landskrona valkrets |
| Kandidat                                             | Kandidat                                             | Röster                                               | Röster                                               | Röster                                               |
| Kandidat                                             | Kandidat                                             | Antal                                                | %                                                    | +− %                                                 |
| ---------------------------------------------------- | ---------------------------------------------------- | ---------------------------------------------------- | ---------------------------------------------------- | ---------------------------------------------------- |
|                                                      | Ola Waldén                                           | 803                                                  | 61,0                                                 |                                                      |
|                                                      | Fredrik Neess                                        | 510                                                  | 38,7                                                 |                                                      |
|                                                      | Övriga kandidater                                    | 4                                                    | 0,3                                                  |                                                      |
| Antal giltiga röster                                 | Antal giltiga röster                                 | 1 317                                                |                                                      |                                                      |
| Kasserade röster                                     | Kasserade röster                                     | 0                                                    |                                                      |                                                      |
| Totalt                                               | Totalt                                               | 1 317                                                |                                                      |                                                      |

| Andrakammarvalet i Sverige 1908: Landskrona valkrets | Andrakammarvalet i Sverige 1908: Landskrona valkrets | Andrakammarvalet i Sverige 1908: Landskrona valkrets | Andrakammarvalet i Sverige 1908: Landskrona valkrets | Andrakammarvalet i Sverige 1908: Landskrona valkrets |
| Kandidat                                             | Kandidat                                             | Röster                                               | Röster                                               | Röster                                               |
| Kandidat                                             | Kandidat                                             | Antal                                                | %                                                    | +− %                                                 |
| ---------------------------------------------------- | ---------------------------------------------------- | ---------------------------------------------------- | ---------------------------------------------------- | ---------------------------------------------------- |
|                                                      | Ola Waldén                                           | 796                                                  | 57,0                                                 |                                                      |
|                                                      | August Munck af Rosenschöld (frisinnad)              | 599                                                  | 42,9                                                 |                                                      |
|                                                      | Övriga kandidater                                    | 1                                                    | 0,1                                                  |                                                      |
| Antal giltiga röster                                 | Antal giltiga röster                                 | 1 396                                                |                                                      |                                                      |
| Kasserade röster                                     | Kasserade röster                                     | 4                                                    |                                                      |                                                      |
| Totalt                                               | Totalt                                               | 1 400                                                |                                                      |                                                      |